# Астрід Гольм (акторка)
Астрід Гольм уроджена Астрід Вільгельміне Расмуссен; (9 березня 1893 , Sønder Bjerge Parishd, Слагельсе (муніципалітет)  — 29 жовтня 1961 , Королівство Данія ) — данська актриса театру та кіно, кар'єра якої почалася на сцені та в епоху німого кіно.

## Ранній життєпис та сценічна кар'єра
Астрід Вільгельміне Расмуссен народилася 1893 року в Сондер Б'єрге Согн, муніципалітет Соре у Зеландії. Вона була дочкою готельєра Ганса Пітера Расмуссена та його дружини Марен Софі Расмуссен (уроджена Ларсен). Астрід навчалася в Королівському данському балеті, але залишила заклад в 1910 році, щоб продовжити кар'єру театральної актриси. Під час Першої світової війни вона виступала в Новому театрі у столиці Копенгагені. На початку 1920-х років працювала в Королівському данському театрі чотири сезони на запрошення театрального режисера Йоханнеса Поульсена. З 1927 по 1940 рік вона працювала в кількох театрах Данії і часто залишала театр, щоб жити за кордоном. На початку 1940-х років Астрід Вільгельміне Расмуссен працювала у Театрі Фредеріксберга під керівництвом Свенда Мелсінга, а потім у Театрі Allé-Scenen під керівництвом Свенда Ріндома. З середини 1940-х років вона рідко виходила на сцену, але час від часу виступала в радіопостановках.

## Кінокар'єра
Астрід Гольм дебютувала на екрані у Dansk Filmfabrik у фільмі Søstrene Morelli (Сестри Мореллі) 1917 року. А наступного року була за контрактом з Nordisk Film. Її першим фільмом для Nordisk була роль у фільмі Хольгера-Мадсена 1918 року «Фолкетс Вен» («Друг народу») разом із Гуннаром Тольнесом і Свендом Корнбеком. Після цього було кілька популярних фільмів Емануеля Грегерса . Однією з її найпопулярніших ролей була роль сестри Едіт у фільмі Віктора Шестрема (1921) у шведському німому кіно «Коркарлен» («Примарна карета»). Фільм знятий за романом 1912 року «Твоя душа буде свідком!» від шведської письменниці Сельми Лагерлеф, лауреатки Нобелівської премії . У 1925 році вона знялася разом із Йоханнесом Меєром у драмі Карла Теодора Дреєра «Du skal ære din hustru» («Ти шануєш свою дружину»). Це була остання роль Астрад Гольм у кіно за багато років.
Астрід Гольм повернулася до кіно у фільмі Ta' briller på 1942 року режисера Арне Віла з Лівою Віл та Гансом Егеде Бадцем у головних ролях. Протягом 1940-х років вона з'явилася ще в чотирьох фільмах, перш ніж завершити кінотворчість через погіршення здоров'я. Її останнє з'явилося у фільмі «Мані» Гольгера Габріелсена 1947 року.

## Особисте життя
Астрід Гольм була одружена з артистом балету Гольгером Гольмом, який помер у 1916 році. Протягом 1950-х років вона стала відлюдною, страждаючи від ряду захворювань. Вона померла в 1961 році на 69 році життя.

## Фільмографія
- Сострене Мореллі (1917) — Ельвіра Мореллі
- Det store Mørke (1917) — Марія
- Folkets ven (1918) — Джонна Камп — дружина Уолдо
- Mod lyset (1919) — Wenka
- Лавінен (1920) — Ханні Квіссель
- Привидна карета (1921) (швед. Körkarlen) — Редаг
- Хексан (датською: Heksen . Англійські назви випуску: The Witches or, Witchcraft Through the Ages) (1922) — Anna
- Den sidste af slægten (1922) — Ліза
- Du skal ære din hustru (англійська назва випуску: Master of the House) (1925) — Іда — Ганс Гістру
- Ta' briller på (1942) — Фру Естер Берг
- Ганс Магазин Афтен (1946) — Анна Тінгбі
- Diskret Ophold (1946) — Фру Леманн
- Jeg elsker en anden (Я люблю іншого) (1946)
- Мані (1947) — Фру Франк (остання кінороль)